# مركز الأندلس مول

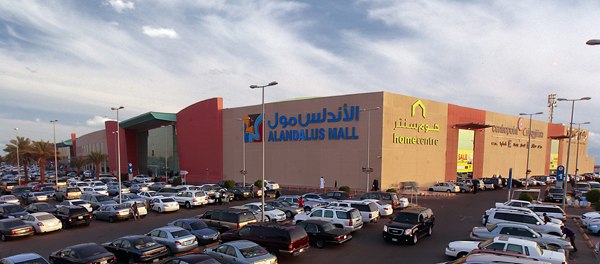
Alandalus Mall Panoramic view

يقع مركز الأندلس مول التجاري في محافظة جدة على طريق الملك عبد الله مقابل ميدان الملك عبد العزيز في منطقة مركز المدينة ( المطار القديم سابقاً ) بمساحة إجمالية وقدرها 120,000 متر مربع ومساحة تأجيريه تزيد على 86,000 متر مربع وأكثر من 270 مستأجر. نال الأندلس مول على جائز سيتي سكيب كأفضل مشروع تجاري وتجزئة لعتم 2009، يعد واحداً من أهم مراكز الجذب السياحي وقد يبلغ عدد الزوار السنوي للأندلس مول أكثر من 11 مليون زائر، كما يضم المول العديد من الخدمات والمرافق.

## وصلات خارجية
- الأندلس مول
- جائزة سيتي سكيب 2009